# 1843 en photographie
| Années de la photographie : 1840 - 1841 - 1842 - 1843 - 1844 - 1845 - 1846    |
| Décennies de la photographie : 1810 - 1820 - 1830 - 1840 - 1850 - 1860 - 1870 |

Cet article présente les faits marquants de l'année 1843 en photographie.

## Événements
- 3 mars : William Henry Fox Talbot note dans son journal la modification de son procédé à l’iodure pour obtenir des négatifs, à partir desquels il réalise des positifs[1].
- 26 août : dans le numéro 26 du magazine L'Illustration, fondé la même année, est publiée la première gravure exécutée d'après un daguerréotype[2].
- La photographe suisse, Franziska Möllinger réalise ses premiers portraits[3].
- Le peintre David Octavius Hill et l'ingénieur Robert Adamson fondent le premier studio photographique d'Écosse, Hill & Adamson, à Édimbourg[4].
- Le photographe français Louis Cyrus Macaire s'installe au Canada à Montréal et fait paraître une publicité  dans le journal La Minerve où il propose ses services sous le nom du Dr L. M. Cyrus, « inventeur du procédé pour obtenir les portraits au daguerréotype avec toutes les couleurs naturelles ».

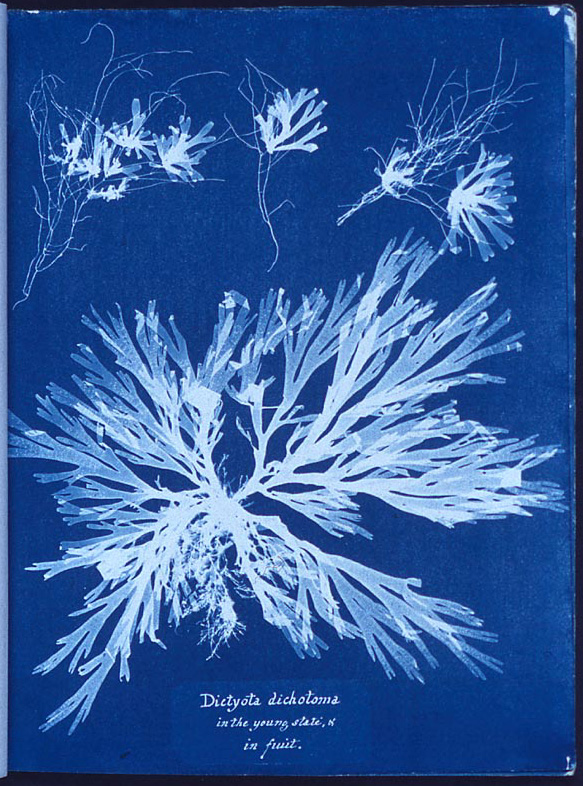
Cyanotype de l'algue brune Dictyota dichotoma d'Anna Atkins.

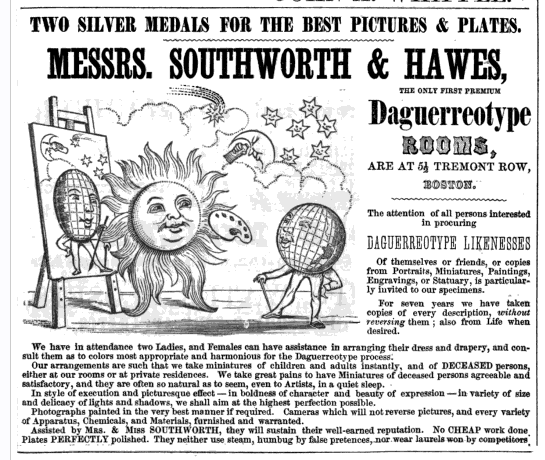
Publicité pour Southworth & Hawes publiée dans le Boston Directory en 1848.

- Les photographes américains Albert Sands Southworth et Josiah Johnson Hawes créent à Boston le studio de photographie Southworth & Hawes.

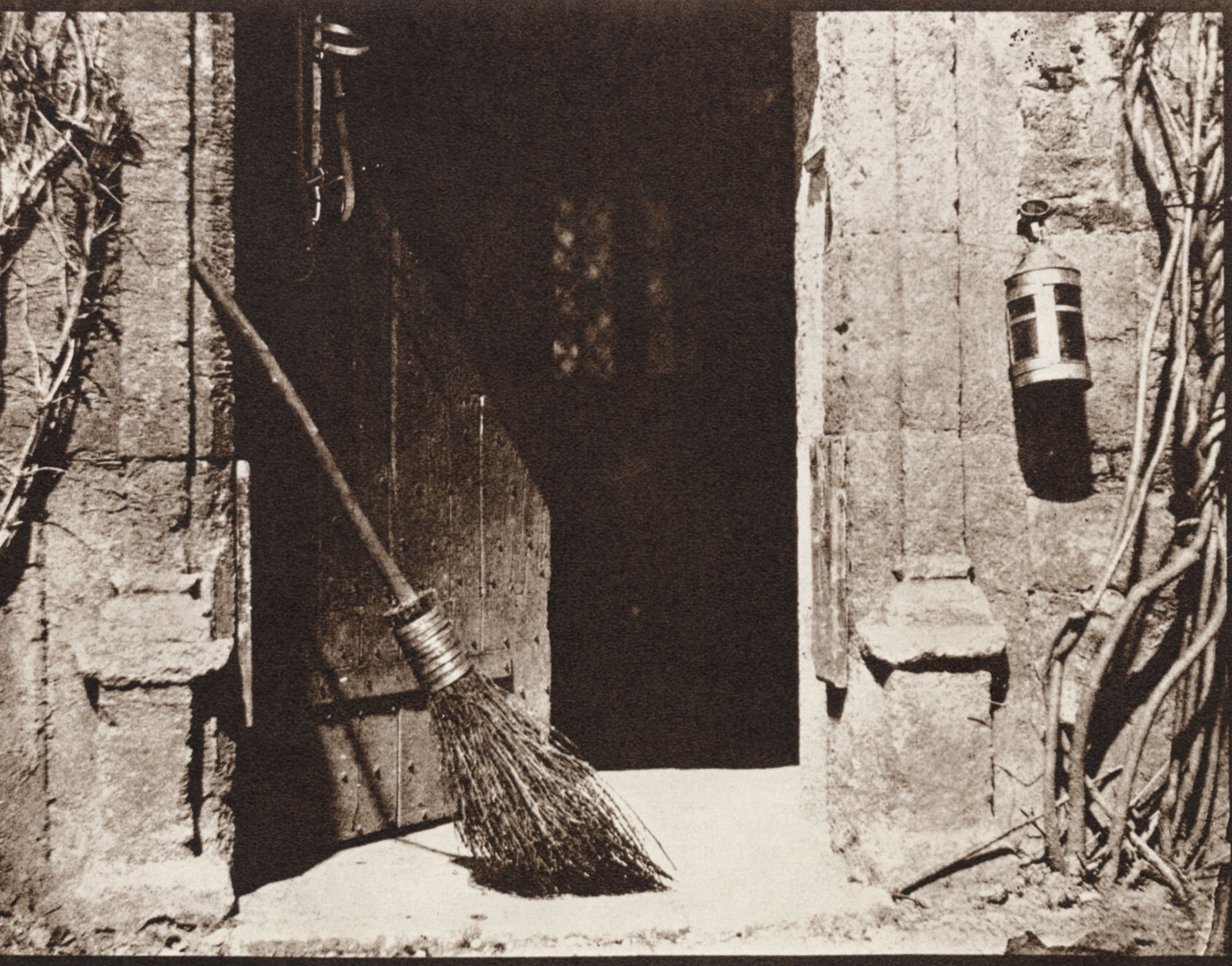
William Henry Fox Talbot, La porte ouverte, 1843. Tirage sur papier salé à partir d'un négatif calotype.

- Gérard de Nerval entreprend son voyage en Orient, équipé du matériel nécessaire à la réalisation de daguerréotypes[5].

## Livres de photographies
- Anna Atkins commence la publication des British Algae : Cyanotype Impressions, qu'elle achèvera en 1853 : premier ouvrage publié qui utilise des photogrammes réalisés par cyanotype, c'est aussi le premier livre scientifique illustré de photographies[6],[7].

## Études, essais, articles
- Noël Paymal Lerebours publie à Paris la quatrième édition de son Traité de photographie, derniers perfectionnements apportés au daguerréotype[8].

## Naissances
- 17 mars : Fritz Luckhardt, photographe autrichien, mort le 29 novembre 1894.
- 18 mars : Giuseppe Wulz, photographe italien, mort le 14 mars 1918.
- 4 avril : William Henry Jackson, peintre, explorateur et photographe américain, mort le 30 juin 1942.
- 26 avril : Ernst Leitz, entrepreneur allemand, propriétaire de l'Optical Works Ernst Leitz à Wetzlar devenue Leica, mort le 12 septembre 1920.
- 18 octobre : Amilcare Cipriani, patriote italien, militant anarchiste et photographe, mort le 2 mai 1918.
- 12 juin : Wilhelm Benque, photographe français, mort en 1903.
- 13 juin : Paul Dujardin, illustrateur, héliograveur et photographe français, mort le 7 novembre 1913.
- 24 juillet : William de Wiveleslie Abney, ingénieur militaire britannique spécialisé en chimie et physique de la photographie, mort le 3 décembre 1920.
- 8 août : Hippolyte Blancard, pharmacien et photographe français, mort le 26 août 1924.
- 1er septembre : Guilherme Gaensly, photographe suisse actif au Brésil, mort le 20 juin 1928.
- 13 septembre : Marian Hooper Adams, socialite et photographe amateure américaine, morte le 6 décembre 1885.
- 24 octobre : Pietro Tempestini, photographe italien, mort le 22 avril 1917.
- 7 décembre : Marc Ferrez, photographe brésilien, mort le 12 janvier 1923.
- Date précise non renseignée ou inconnue :
  - Ichida Souta, photographe japonais, mort le 12 septembre 1896.